# Perdix dauurica
Perdix dauurica là một loài chim trong họ Phasianidae.
Loài chim này sống và sinh sản trên đất nông nghiệp ở hầu khắp các ôn đới Đông Nam Á Kyrgyzstan từ đông sang Trung Quốc và Mông Cổ. Nó là một loài trên mặt đất không di cư, tạo thành đàn ngoài mùa sinh sản